# Contrarrelógio elite feminina no Campeonato Mundial de Estrada

Maillot arco-íris outorgado à campeã da prova

A prova de contrarrelógio elite feminina no Campeonato Mundial de Ciclismo em Estrada realiza-se desde o Mundial de 1994. Até essa mesma edição e desde o Mundial de 1987 realizava-se a competição de contrarrelógio por equipas.

## Palmarés individual
| Núm.    | Ano         | Sede                          | Ouro                                          | Prata                                | Bronze                               |
| ------- | ----------- | ----------------------------- | --------------------------------------------- | ------------------------------------ | ------------------------------------ |
| I – LX  | 1927 – 1993 | Não realizados                | Não realizados                                | Não realizados                       | Não realizados                       |
| LXI     | 1994        | Catania · ( Itália)           | Karen Kurreck · Estados Unidos                | Anne Samplonius · Canadá             | Jeannie Longo · França               |
| LXII    | 1995        | Tunja · ( Colômbia)           | Jeannie Longo · França                        | Clara Hughes · Canadá                | Kathy Watt · Austrália               |
| LXIII   | 1996        | Lugano · ( Suíça )            | Jeannie Longo · França                        | Cathérine Marsal · França            | Alessandra Cappellotto · Itália      |
| LXIV    | 1997        | San Sebastián · ( Espanha)    | Jeannie Longo · França                        | Zulfiya Zabirova · Rússia            | Judith Arndt · Alemanha              |
| LXV     | 1998        | Valkenburg · ( Países Baixos) | Leontien Zijlaard-van Moorsel · Países Baixos | Zulfiya Zabirova · Rússia            | Hanka Kupfernagel · Alemanha         |
| LXVI    | 1999        | Treviso · ( Itália)           | Leontien Zijlaard-van Moorsel · Países Baixos | Anna Wilson · Austrália              | Edita Pučinskaitė · Lituânia         |
| LXVII   | 2000        | Plouay · ( França)            | Mari Holden · Estados Unidos                  | Jeannie Longo · França               | Rasa Polikevičiūtė · Lituânia        |
| LXVIII  | 2001        | Lisboa · ( Portugal)          | Jeannie Longo · França                        | Nicole Brändli · Suíça               | Teodora Ruano Sanchón · Espanha      |
| LXIX    | 2002        | Zolder · ( Bélgica)           | Zulfiya Zabirova · Rússia                     | Nicole Brändli · Suíça               | Karin Thürig · Suíça                 |
| LXX     | 2003        | Hamilton · ( Canadá)          | Joane Somarriba · Espanha                     | Judith Arndt · Alemanha              | Zulfiya Zabirova · Rússia            |
| LXXI    | 2004        | Baldolino · ( Itália)         | Karin Thürig · Suíça                          | Judith Arndt · Alemanha              | Zulfiya Zabirova · Rússia            |
| LXXII   | 2005        | Madrid · ( Espanha)           | Karin Thürig · Suíça                          | Joane Somarriba · Espanha            | Kristin Armstrong · Estados Unidos   |
| LXXIII  | 2006        | Salzburgo · ( Áustria)        | Kristin Armstrong · Estados Unidos            | Karin Thürig · Suíça                 | Christine Thorburn · Estados Unidos  |
| LXXIV   | 2007        | Stuttgart · ( Alemanha)       | Hanka Kupfernagel · Alemanha                  | Kristin Armstrong · Estados Unidos   | Christiane Soeder · Áustria          |
| LXXV    | 2008        | Varese · ( Itália)            | Amber Neben · Estados Unidos                  | Christiane Soeder · Áustria          | Judith Arndt · Alemanha              |
| LXXVI   | 2009        | Mendrisio · ( Suíça )         | Kristin Armstrong · Estados Unidos            | Noemi Cantele · Itália               | Linda Villumsen · Dinamarca          |
| LXXVII  | 2010        | Melbourne · ( Austrália)      | Emma Pooley · Reino Unido                     | Judith Arndt · Alemanha              | Linda Villumsen · Nova Zelândia      |
| LXXVIII | 2011        | Copenhaga · ( Dinamarca)      | Judith Arndt · Alemanha                       | Linda Villumsen · Nova Zelândia      | Emma Pooley · Reino Unido            |
| LXXIX   | 2012        | Valkenburg · ( Países Baixos) | Judith Arndt · Alemanha                       | Evelyn Stevens · Estados Unidos      | Linda Villumsen · Nova Zelândia      |
| LXXX    | 2013        | Florença · ( Itália)          | Ellen van Dijk · Países Baixos                | Linda Villumsen · Nova Zelândia      | Carmen Small · Estados Unidos        |
| LXXXI   | 2014        | Ponferrada · ( Espanha)       | Lisa Brennauer · Alemanha                     | Hanna Solovei · Ucrânia              | Evelyn Stevens · Estados Unidos      |
| LXXXII  | 2015        | Richmond · ( Estados Unidos)  | Linda Villumsen · Nova Zelândia               | Anna van der Breggen · Países Baixos | Lisa Brennauer · Alemanha            |
| LXXXIII | 2016        | Doha · ( Catar)               | Amber Neben · Estados Unidos                  | Ellen van Dijk · Países Baixos       | Katrin Garfoot · Austrália           |
| LXXXIV  | 2017        | Bergen · ( Noruega)           | Annemiek van Vleuten · Países Baixos          | Anna van der Breggen · Países Baixos | Katrin Garfoot · Austrália           |
| LXXXV   | 2018        | Innsbruck · ( Áustria)        | Annemiek van Vleuten · Países Baixos          | Anna van der Breggen · Países Baixos | Ellen van Dijk · Países Baixos       |
| LXXXVI  | 2019        | Yorkshire · ( Reino Unido)    | Chloé Dygert · Estados Unidos                 | Anna van der Breggen · Países Baixos | Annemiek van Vleuten · Países Baixos |
| LXXXVII | 2020        | Imola · ( Itália)             | Anna van der Breggen · Países Baixos          | Marlen Reusser · Suíça               | Ellen van Dijk · Países Baixos       |

## Medalheiro histórico
- Até Imola 2020.

| Ordem | País           | Medalha de ouro | Medalha de prata | Medalha de bronze | Total |
| ----- | -------------- | --------------- | ---------------- | ----------------- | ----- |
| 1     | Estados Unidos | 7               | 2                | 4                 | 13    |
| 2     | Países Baixos  | 6               | 5                | 3                 | 14    |
| 3     | Alemanha       | 4               | 3                | 4                 | 11    |
| 4     | França         | 4               | 2                | 1                 | 7     |
| 5     | Suíça          | 2               | 4                | 1                 | 7     |
| 6     | Nova Zelândia  | 1               | 2                | 2                 | 5     |
| 6     | Rússia         | 1               | 2                | 2                 | 5     |
| 8     | Espanha        | 1               | 1                | 1                 | 3     |
| 9     | Reino Unido    | 1               | 0                | 1                 | 2     |
| 10    | Canadá         | 0               | 2                | 0                 | 2     |
| 11    | Austrália      | 0               | 1                | 3                 | 4     |
| 12    | Áustria        | 0               | 1                | 1                 | 2     |
| 12    | Itália         | 0               | 1                | 1                 | 2     |
| 14    | Ucrânia        | 0               | 1                | 0                 | 1     |
| 15    | Lituânia       | 0               | 0                | 2                 | 2     |
| 16    | Dinamarca      | 0               | 0                | 1                 | 1     |
|       | TOTAL          | 27              | 27               | 27                | 81    |